# Meghan Musnicki
Meghan Musnicki (Naples, 5 febbraio 1983) è una canottiera statunitense, vincitrice della medaglia d'oro nell'8 con alle Olimpiadi di Londra 2012 e Rio de Janeiro 2016.

## Palmarès
- Olimpiadi

Londra 2012: oro nell'8.
Rio de Janeiro 2016: oro nell'8.
- Mondiali

Karapiro 2010: oro nell'8.
Lake Bled 2011: oro nell'8.
Chungju 2013: oro nell'8.
Amsterdam 2014: oro nell'8.
Aiguebelette-le-Lac 2015: oro nell'8.
Linz-Ottensheim 2019: bronzo nell'8.